# حسن لكزولي
حسن لكزولي مخرج مغربي مغترب يعيش بفرنسا من أفلامه شريط تينجا والعجل الذهبي بالإضافة لفيلم قصير بعنوان Quand le soleil fait tomber les moineaux.

## الجوائز
مهرجان أميان الدولي للسينما 2004
- تينجا - فاز

المهرجان الدولي للفيلم بمراكش 2004
- تينجا - ترشح

مهرجان سان سياستيان الدولي للأفلام 2012
- العجل الذهبي - فاز

## وصلات خارجية
- حسن لكزولي على موقع IMDb (الإنجليزية)
- حسن لكزولي على موقع قاعدة بيانات الفيلم (الإنجليزية)